# ووما
واومس (به فرانسوی: Vaumas) یک کمون در فرانسه است که در Canton of Dompierre-sur-Besbre واقع شده‌است.

## خصوصیات
واومس ۳۴٫۸۸ کیلومترمربع مساحت و ۵۴۴ نفر جمعیت دارد و ۲۳۶ متر بالاتر از سطح دریا واقع شده‌است.